# A. G. Samuel
A. G. Samuel (...) è un astronomo argentino.
Il Minor Planet Center gli accredita la scoperta dell'asteroide 1917 Cuyo effettuata il 1º gennaio 1968 in collaborazione con Carlos Ulrrico Cesco.